# Splitgate
Splitgate(スプリットゲート)は1047 Gamesによって開発・公開されている基本プレイ無料のファーストパーソン・シューティングゲーム。
対応プラットフォームはSteam、Xbox One、PlayStation 4。クロスプレイにも対応している。